# Герб Балинців
Герб Балинців — офіційний символ села Балинці, Коломийського району Івано-Франківської області, затверджений 27 січня 2023 р. рішенням сесії Заболотівської селищної ради.
Автори — А. Гречило та В. Косован.

## Опис герба
Щит повищено перетятий, у верхньому зеленому полі скошені навхрест золоті топірець і скрипка, у нижньому синьому — золотий ґанок, увінчаний хрестом.

## Значення символів
Скрипка символізує творчий потенціал, а також уособлює композитора Ярослава Барнича, життя якого пов'язане з Балинцями. Топірець вказує на одну з найактивніших організацій товариства «Січ», що була сформована в Балинцях на початку ХХ ст. Такий неповторний ґанок був споруджений з південного боку місцевої церкви (тепер перебудований), він підкреслює високу духовність, гостинність і доброзичливість.